# Lotario II de Italia
Lotario II de Italia (926/928 – † 22 de noviembre de 950), a menudo llamado Lotario de Arlés, fue rey de Italia de 948 hasta su muerte. Pertenecía al noble linaje franco de los Bosónidas, descendientes de Bosón de Provenza. Su padre y predecesor en el reino fue Hugo de Italia y su madre, una mujer de estirpe germana llamada Alda (o Hilda). 
Aunque portaba el título de rex Italiae, nunca llegó a ejercitar su poder en Italia. Fue prometido en 931 (tenía cinco o siete años entonces) y se casó el 12 de diciembre de 937 con la quinceañera Adelaida de Italia, la animosa e inteligente hija de Rodolfo II de Borgoña y Berta de Suabia. 
El matrimonio de Lotario fue parte de un acuerdo político diseñado para establecer una paz entre el padre de ella y el de él. La pareja tuvo una hija, Emma, que llegó a ser reina de Francia Occidentalis al casarse con el rey carolingio de Francia Lotario.
El poder de Lotario en Italia fue meramente nominal. Desde que un levantamiento nobiliario en 945 llevó a su padre Hugo a un exilio forzoso fuera de Italia, Berengario II de Italia conservó en sus manos todo el verdadero poder y el patronazgo real. Lotario murió en Turín el 22 de noviembre de 950, quizá envenenado por Berengario, que intentó cimentar su usurpado poder político en Lombardía intentando forzar a la reina viuda de Lotario, Adelaida de Italia, a casarse con su hijo Adalberto. La joven viuda se negó y huyó con su hija Emma, pero fue localizada y encarcelada en Como el 20 de abril de 951, por orden de la esposa de Berengario, Willa de Arlés, siendo maltratada por ella, pues seguía negándose a casarse con su hijo Adalberto. Adelaida logró fugarse de sus maltratadores el 20 de agosto de 951, primero a Reggio y luego, se acogió bajo la protección Adalberto Atto de Canossa, en el Castillo de Canossa, que fue asediado por Berengario sin que consiguiera asaltarlo.
Lotario figura brevemente en la Vita de Adelaida escrita por Rosvita de Gandersheim.